# حشره‌خوار برونئی
 حشره‌خوار برونئی (نام علمی: Crocidura foetida) نام یک گونه از سرده حشره‌خوارهای دندان‌سفید است.